# الانتخابات العامة في البوسنة والهرسك 1996
الانتخابات العامة في البوسنة والهرسك 1996 عقدت الانتخابات في البوسنة والهرسك في 14 أيلول 1996، تم تقسيم الانتخابات العامة الانتخابات في لقسمين: القسم الأول الانتخابات في اتحاد البوسنة والهرسك، القسم الثاني الانتخابات في جمهورية صرب البوسنة.

## الانتخابات
في الانتخابات الرئاسية التي تجرى، تتولى المجتمعات الوطنية الثلاث انتخاب مجلس الرئاسة البوسني، والمكون من عضو من البوشناق، وعضو من الصرب، وعضو من الكروات، قام البوشناق بانتخاب علي عزت بيغوفيتش، أما الكروات فقد انتخبوا كريسيمير زوباك، وانتخب الصرب مومتشيلو كرايشنيك، وبرز في هذه الانتخابات حزب العمل الديمقراطي كأكبر حزب في مجلس النواب، وفاز ب19 مقعد من 42 مقعد، كان إقبال الناخبين 79.4٪ في الانتخابات البرلمانية و80.4٪ في الانتخابات الرئاسية.

### النتائج
انتخاب مجلس الرئاسة البوسني:
- علي عزت بيغوفيتش عن البوشناق، حصل على 31.6% من أصوات البوشناق .
- كريسيمير زوباك عن الكوات، حصل على 14.3% من أصوات الكروات .
- مومتشيلو كرايشنيك عن الصرب، حصل على 29.9% من أصوات الصرب .